# Petalidium angustitubum
Petalidium angustitubum är en akantusväxtart som beskrevs av P. G. Meyer. Petalidium angustitubum ingår i släktet Petalidium och familjen akantusväxter. Inga underarter finns listade i Catalogue of Life.